# Чомали Гариб, Фернандо Наталио
Фернандо Наталио Чомали Гариб (исп. Fernando Natalio Chomalí Garib; род. 10 марта 1957, Сантьяго, Чили) — чилийский кардинал. Титулярный епископ Нобы и вспомогательный епископ архиепархии Сантьяго с 6 апреля 2006 по 20 апреля 2011. Архиепископ Консепсьона с 20 апреля 2011 по 25 октября 2023. Апостольский администратор епархии Осорно с 8 марта 2014 по 21 марта 2015. Архиепископ Сантьяго и примас Чили с 25 октября 2023. Кардинал-священник с титулом церкви Сан-Мауро-Абате с 7 декабря 2024.